# LFG V 60
Die LFG V 60 war ein Schwimmerflugzeug, das in den 1920er Jahren bei der Luftfahrzeug-Gesellschaft in Stralsund entwickelt und in einer geringen Stückzahl produziert wurde.

## Entwicklung
Die V 60 wurde nach einer Ausschreibung des Deutschen Luftsport-Verbands vom Februar 1926 für den Deutschen Seeflug-Wettbewerb (DSW), der im folgenden Juli stattfinden sollte, konstruiert. Offiziell wurde diese Veranstaltung zur Kürung eines Postflugzeugs deklariert, inoffiziell suchte die im Hintergrund agierende Reichswehr nach einem leistungsfähigen militärischen Seeaufklärer. Die Arbeiten begannen im selben Jahr und wurden von Karl Theiss durchgeführt, der im Jahr zuvor von den Caspar-Werken zur LFG gewechselt war. Es entstanden insgesamt fünf Exemplare, die als D–846, D–850, D–923, D–924 und D–1040 registriert wurden.

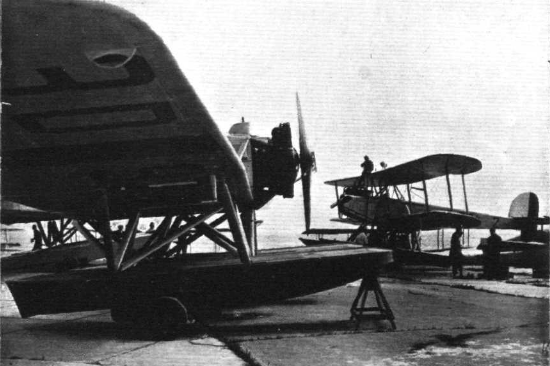
V 61 (im Vordergrund) und V 60 während des Seeflug-Wettbewerbs im Juli 1926

Die Luftfahrzeug-Gesellschaft meldete anfangs neben zwei V 59 eine mit einem Jupiter-Motor von 294 kW (400 PS) ausgerüstete V 60 zur Teilnahme am DSW an, die vom Piloten von Reppert geflogen werden sollte. Später wurden diese Angaben geändert, die beiden V 59 wurden zurückgezogen und die augenscheinlich mit einem BMW-IV-Triebwerk ausgerüstete D–924 für die Teilnahme bestimmt, wobei sie von dem Flugzeugführer Haase und seinem Beobachter Kolbe geflogen werden sollte. Von Reppert übernahm stattdessen die ebenso angemeldete Parallelkonstruktion V 61. Der Wettbewerb begann am 12. Juli 1926 mit den technischen Prüfungen und verschiedenen Messflügen. Am 24. Juli startete die V 60 zusammen mit neun von ursprünglich 17 gemeldeten Flugzeugen zum ersten von vier Streckenflügen, der in Etappen von Warnemünde nach Norderney und zurück über fast 1000 km führte. Die V 60 belegte auf diesem Flug den 6. Platz. Auf dem folgenden Flug am 26. Juli von Warnemünde nach Pillau musste die V 60 auf dem Rückweg bei windigem Wetter teilweise bis Windstärke 6 aufgrund Motorschadens bei hohem Wellengang notwassern. Eine nachfolgende Sturzwoge riss im Anschluss das Heck weg, was das Flugzeug nach vorn kippen ließ. Die ins Wasser geschleuderte Besatzung hielt sich an den Schwimmern fest, doch bevor sie am folgenden Tag gefunden und gerettet werden konnte, verließen den Piloten Haase die Kräfte und er ertrank; sein Beobachter Kolbe überlebte. Auch die V 61 stürzte bei einem Tiefflug in die Ostsee und versank, wobei die Insassen diesmal gerettet werden konnten. Die missglückte Teilnahme ihrer beiden Muster am Seeflug-Wettbewerb hatte für die LFG weitreichende finanzielle Folgen, in deren Konsequenz sie gezwungen war, ihre Stralsunder Werft an die Rohrbach Metallflugzeugbau GmbH abzutreten.
Die restlichen vier V 60 erhielt die Deutsche Verkehrsfliegerschule, die sie auf ihrer Zweigstelle in Warnemünde zur Ausbildung einsetzte. Dort erfreuten sie sich dank ihrer gutmütigen Flug- und Landeeigenschaften großer Beliebtheit. Drei gingen bei Schulflügen zu Bruch, die D–1040 als letzte V 60 wurde noch einige Zeit geflogen und häufiger für die Seeprüfungen der angehenden Marinepiloten genutzt.

## Konstruktion

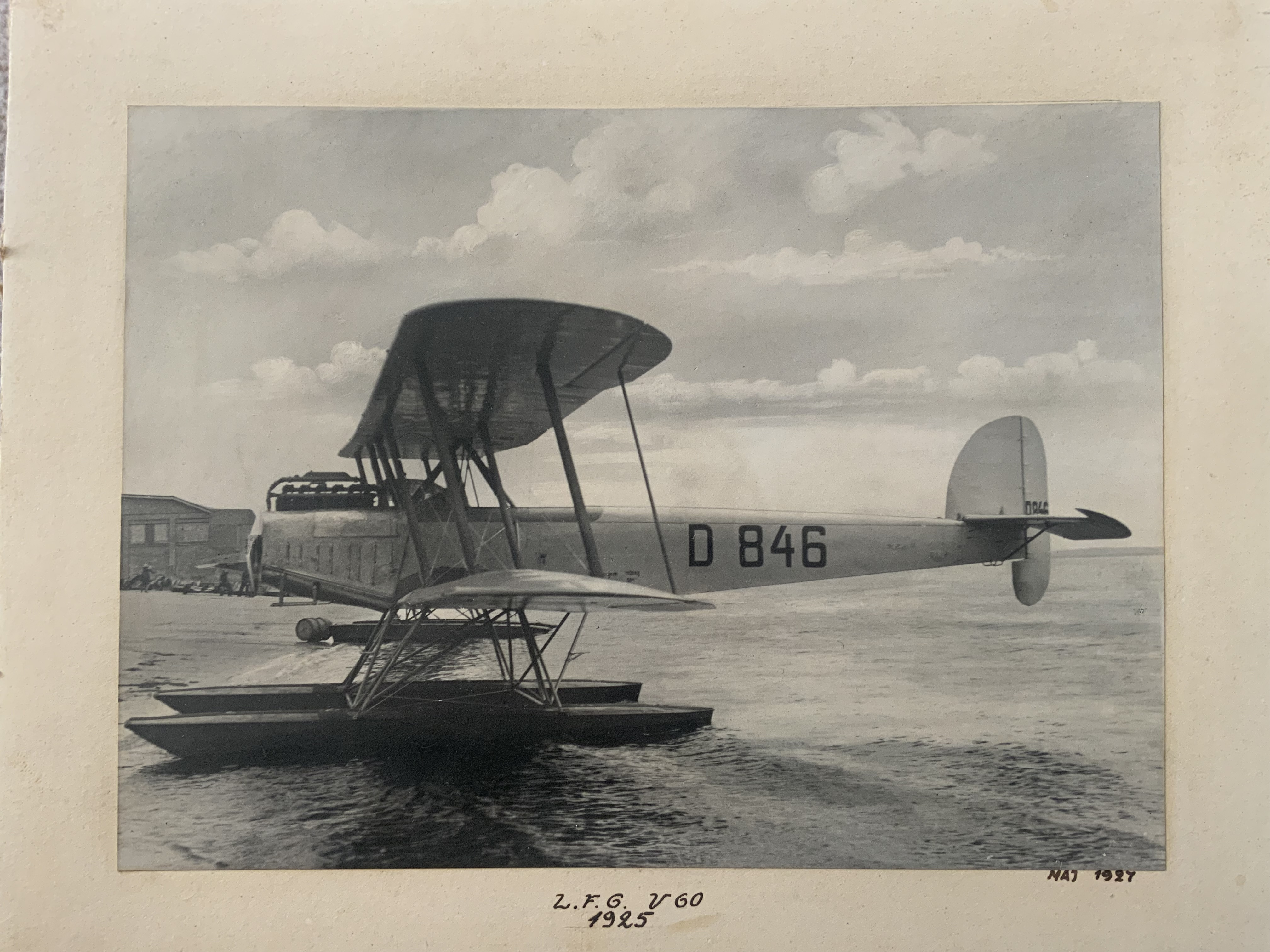
LFG V 60, Mai 1927

Die V 60 ist ein zweistieliger, verspannter Doppeldecker in Holzbauweise. Der Rumpf besteht aus einer nach hinten in einer Schneide auslaufenden Holzkonstruktion mit rechteckigem Querschnitt mit Längsholmen aus Esche und Sperrholzverkleidung. Der Motorträger aus geschweißtem Stahlrohr ist mit Blech beplankt. Dahinter befindet sich der Öltank am dahinter gesetzten Brandschott.
Das Tragwerk umfasst die leicht gestaffelten Ober- und Unterflügel unterschiedlicher Spannweite. Diese sind zweiteilig ausgeführt und bestehen aus von zwei Kastenholmen und Sperrholzrippen gebildeten Holzgerüst mit Stoffbespannung. Die oberen und unteren Tragflächen sind mit doppelten I-Stielen und in zwei Ebenen ausgekreuzter Verspannung miteinander verbunden. Beide sind mit unausgeglichenen Querrudern ausgestattet, die ihrerseits durch Stoßstangen verbunden sind. Im Oberflügel, dessen Mittelstück durch einen Spannturm mit dem Rumpf verbunden ist, befinden sich die Kraftstoffbehälter.
Das Leitwerk besteht aus der freistehenden Seitenflosse und der mit I-Stielen am Rumpf abgestützten Höhenflosse. Diese sind aerodynamisch ausgeglichen.
Die V 60 ist mit zwei parallel zueinander gesetzten, einstufigen Holzschwimmern ausgerüstet, deren Böden vorn flach und hinten gekielt sind. Sie sind durch Streben mit dem Rumpf und dem Unterflügel verbunden.

## Technische Daten
| Kenngröße                                | Daten                                                                   |
| ---------------------------------------- | ----------------------------------------------------------------------- |
| Besatzung                                | 2                                                                       |
| Spannweite                               | 15 m                                                                    |
| Länge                                    | 10,6 m                                                                  |
| Höhe                                     | 4,14 m                                                                  |
| Flügelfläche                             | 52 m²                                                                   |
| Rüstmasse                                | 1350 kg                                                                 |
| Nutzlast                                 | 320 kg                                                                  |
| Startmasse                               | 2050 kg                                                                 |
| Antrieb                                  | ein wassergekühlter Sechszylinder-Viertakt-Reihenmotor                  |
| Typ                                      | BMW IVa mit zweiflügeliger Holzluftschraube                             |
| Startleistung Nennleistung Dauerleistung | 320 PS (235 kW) 300 PS (221 kW) am Boden 240 PS (177 kW) in 4000 m Höhe |
| Höchstgeschwindigkeit                    | 152 km/h in Bodennähe 144 km/h in 2000 m Höhe                           |
| Landegeschwindigkeit                     | 70 km/h                                                                 |
| Steigzeit                                | 8 min auf 1000 m Höhe                                                   |
| Reichweite                               | k. A.                                                                   |
| Dienstgipfelhöhe                         | 4000 m                                                                  |